# إد كونلين
إد كونلين (بالإنجليزية: Ed Conlin)‏ مواليد 02 سبتمبر 1933 في بروكلين - الوفاة 21 سبتمبر 2012، كان مدرب كرة سلة أمريكي ولاعب. بدأ مسيرته الاحترافية في سنة 1955. تم اختياره من قبل فريق فيلادلفيا سفنتي سيكسرز خلال الدرافت. بلغ طوله 6 قدم 5 بوصة (2.0 م). اعتزل اللعب في 1962.

## المسيرة الاحترافية
لعب مع فيلادلفيا سفنتي سيكسرز من سنة 1955 إلى 1959، ثم لعب مع ديترويت بيستونز من سنة 1958 إلى 1960، ثم لعب مع غولدن ستايت ووريورز من سنة 1960 إلى 1962.

## روابط خارجية
- إد كونلين على موقع إن بي أي (الإنجليزية)
- إد كونلين على موقع سبورتس رفرنس (الإنجليزية)
- إد كونلين على موقع كلية كرة السلة في سبورتس رفرنس.كوم (الإنجليزية)
- إد كونلين على موقع ريلجم (الإنجليزية)
- إد كونلين على موقع بروبوليرز (الإنجليزية)
- إد كونلين على موقع كلية كرة السلة في سبورتس رفرنس.كوم (الإنجليزية)